# Velká Čalykla
Velká Čalykla (rusky Большая Чалыкла) je řeka v Saratovské oblasti v Rusku. Je 155 km dlouhá. Povodí má rozlohu 3330 km².

## Průběh toku
Pramení v Sinich gorach. Je levým přítokem Kameliku (povodí Velkého Irgizu).

## Vodní režim
Zdroj vody je převážně sněhový.